# Galerias Romanas da Rua da Prata
As galerias romanas da Rua da Prata ou criptopórtico da Rua da Prata (anteriormente designadas por termas dos Augustaesn, termas dos Augustais, termas romanas de Olisipo, termas romanas de Lisboa, conservas da Rua da Prata, conservas de água da Rua da Prata e termas romanas da Rua da Prata), são uma estrutura arquitectónica que se encontra no subsolo da Rua da Prata (antiga Rua Bela da Rainha) e da Rua da Conceição, estendendo-se até à Rua do Comércio, na baixa de Lisboa.

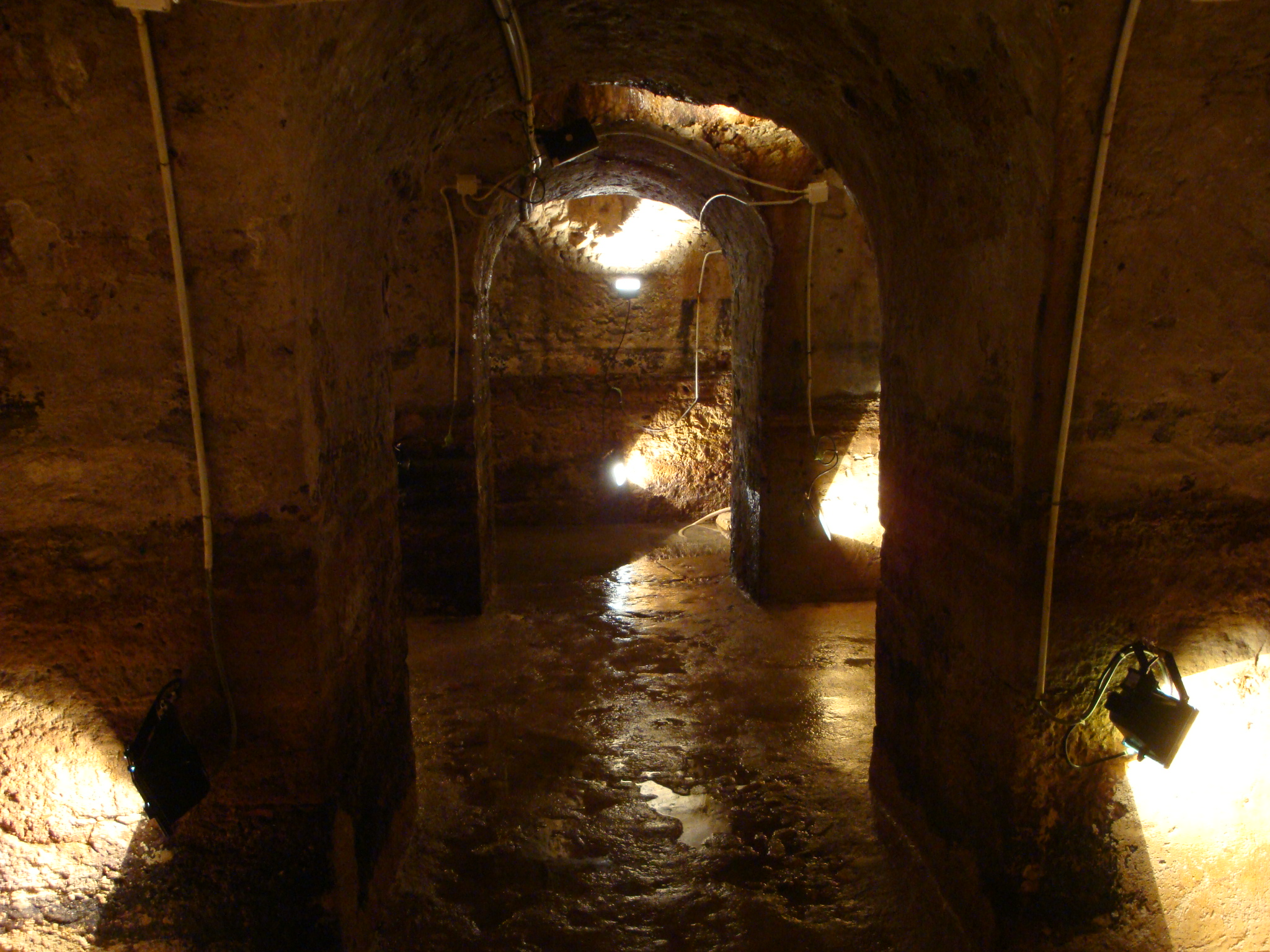
Galerias Romanas da Rua da Prata (Lisboa)

## Descrição
Esta estrutura é hoje considerada como tendo sido um criptopórtico, uma grande plataforma artificial nivelada, sobre a qual terão sido construídos diversos edifícios, como suporte para fazer face à pouca consistência dos solos nesta zona. Actualmente a estrutura que hoje resta teria sido primitivamente um vasto complexo de galerias do qual não se conhece a dimensão total. A construção é datada da época da ocupação romana, durante o governo do imperador Augusto, entre os séculos I a.C. e I d.C.
As galerias compõem-se de corredores abobadados, paralelos uns aos outros, com cerca de 3 metros de altura e por 2 a 3 metros de largura, as paredes são planas e verticais, com abóbadas em arcos de volta circular.

## A descoberta
O criptopórtico foi descoberto em 1770, quando Manuel José Ribeiro construia o seu prédio na rua da Prata (nos hoje números 57 a 63).
Nessa altura foi encontrada a lápide consagrada a Esculápio, colocada então no próprio edifício e hoje depositada no Museu Arqueológico.
A inscrição constante da lápide, com as dimensões de 0,72 m por 0,74 m, é a seguinte:
«Consagrada a Esculápio. Os Augustais Marco Afrânio Euporião e Lúcio Fábio Dafno ofereceram este monumento em dádiva, ao Município.»

## Abertura ao público
Duas vezes por ano, normalmente no mês de setembro  e abril a água que inunda as galerias é retirada pelos bombeiros municipais de forma a permitir a visita em grupo, durante três dias sob orientação de técnicos do Museu da Cidade. A entrada para as galerias localiza-se na Rua da Conceição. A entrada atual, pelo fato de ser através de uma tampa de bueiro no meio da rua, não é recomendada para pessoas com problemas de mobilidade ou deficiências. A abertura das galerias ao público realiza-se pelo menos desde 1986 Desde 1906 eram permitidas visitas apenas a jornalistas e investigadores.